# Stenomesson weberbaueri
Stenomesson weberbaueri là một loài thực vật có hoa trong họ Amaryllidaceae. Loài này được (Vargas) Ravenna miêu tả khoa học đầu tiên năm 1988.